# ヘイスティングズ (ニュージーランド)

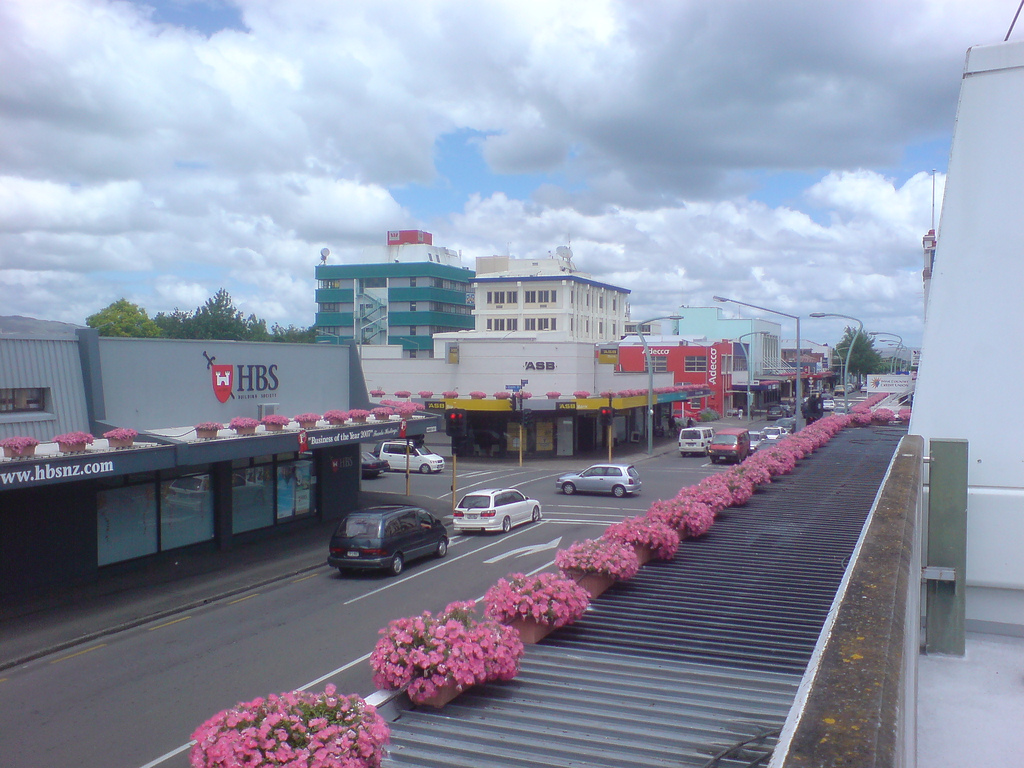
ヘイスティングズ

ヘイスティングズ（英：Hastings、マオリ語：Heretaunga）は、ニュージーランドの主な都市である。
北島の東岸にあるホークスベイ地方に位置し、首都ウェリントンからは北へ車で4時間くらいかかる。人口は約65,700人。北へおよそ10キロメートル行くとネーピアという町があり、本都市とともに「双子の都市」と呼ばれている。また、本都市はニュージーランド有数のリンゴ、西洋梨、ワイン用ブドウの産地でもある。

## 歴史
「Heretaunga」とはマオリ語で「重い露」 (Heavy Dew) を意味し、マオリ人が最初にニュージーランドにカヌーを接岸した場所とされる。また、本都市はマオリ人とイギリス人の間で行われたニュージーランド戦争（マオリ戦争）の舞台でもある。本都市にヨーロッパ系移民が移り住んだのは、1800年代半ば頃である。
1931年2月3日に発生したホークスベイ地震により、ネーピアは壊滅的被害を受けた。

## 観光
ネーピアと並んでワイナリー産業が盛んであり、ワイナリー飲みめぐりや、ワイナリーレストランなども充実している。海に面しているが、海水浴には適さない。

## 教育
- Eastern Institute of Technology (EIT Hawke's Bay / イースタン工科大学) - 英語

## 姉妹都市
- 桂林市（中国）